# Remote Desktop Protocol

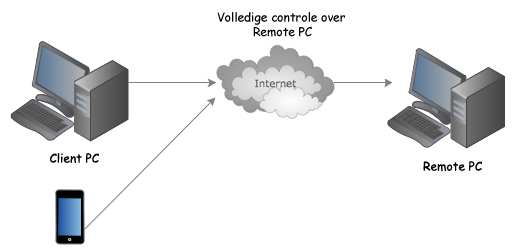

RDP (англ. Remote Desktop Protocol, протокол віддаленого робочого стола) — протокол прикладного рівня, що використовується для забезпечення віддаленої роботи користувача із сервером, на котрому запущений сервіс термінальних з'єднань. Клієнти існують практично для всіх версій Windows (включаючи Windows CE та Mobile), Linux, FreeBSD, Mac OS X. За умовчанням, використовується порт TCP 3389. Офіційна назва Майкрософт для клієнтського ПЗ — Remote Desktop Connection або Terminal Services Client (TSC), зокрема, клієнт у Windows XP/2003/Vista називається mstsc.exe.
Особливості:
- Підтримка 32-бітного кольору (на додаток до 8-, 15-, 16- і 24-бітного в попередніх версіях)
- 128-бітове кодування, використовуючи алгоритм кодування RC4 (значення безпеки за умовчанням; старі клієнти можуть використовувати слабкіше кодування). Але через вразливості «man-in-the-middle vulnerability» у версіях раніших за 6.0 , в багатьох випадках, трафік може бути розшифровано під час передачі.

- Підтримка Transport Layer Security.

- Звук із віддаленого ПК переадресовується і відтворюється на локальному комп'ютері.

- Дозволяє під'єднувати локальні ресурси до віддаленої машини (мапити їх)

- Дозволяє використовувати локальний або мережевий принтери на віддаленому ПК

- Дозволяє додаткам, що виконуються в межах поточного сеансу, звертатися до локальних послідовних і паралельних портів.

- Можна обмінюватися інформацією через буфер обміну.

У Windows Server 2008 та Windows Vista використовується нова версія протоколу, RDP 6.

## Обмеження
Microsoft позбавив користувачів можливості підключатися за допомогою RDP до "домашніх" (Home) випусків Windows, починаючи з XP. Тому для цих випусків користувачі змушені використовувати сторонні програми керування віддаленими стільницями, багато з яких використовують відкритий протокол Virtual Network Computing (VNC), або свій особистий (пропрієтарний) протокол. Слід зауважити, що можливість підключатися до робочих станцій, що запущені під керуванням Home версій Windows, фізично залишилася, Microsoft просто внесла незначні зміни в системну бібліотеку termsrv.dll, після чого підключення до робочих станцій стало неможливим. В інтернеті існують неофіційні програми, які це виправляють.

## Історія версій
- Перша версія RDP (названа версією 4.0) з'явилася в Terminal Services Windows NT 4.0. Вона заснована на протоколі T.share (також відомий як T.128)
- Версія 6.1 була випущена у лютому 2007 і включена до Windows Server 2008, і в пакет оновлення Windows Vista SP1 та SP3 Windows XP.